# 三商百貨
三商百貨，是臺灣一家經營生活精品的百貨公司，於2014年3月全面熄燈。

## 概要
三商百貨於1975年創設，時為經營郵購買賣；後於1976年成立郵購目錄中心，開始提供商品現場銷售；1982年起成立百貨賣場經營。
1996年，三商百貨與中國信託商業銀行發行認同卡。三商百貨陳列服飾、飾品、電子產品、書籍、生活用品，走平價百貨公司路線。在人口商業密度較低的城鎮，三商百貨扮演重要的地方消費場所。三商行的多角化經營，亦產生三商百貨特有地景：三商百貨周邊，會同時開立三商巧福、全家福鞋品量販店等關係企業。
三商百貨末期僅剩8家店，於2014年3月底走入歷史。
2014年5月1日，三商百貨轉型為三商大美折扣超市，一號店於新北市新店區開幕。